# Pachycheles spinipes
Pachycheles spinipes is een tienpotigensoort uit de familie van de Porcellanidae. De wetenschappelijke naam van de soort werd in 1873 voor het eerst geldig gepubliceerd door Alphonse Milne-Edwards.